# Депо-инъекция

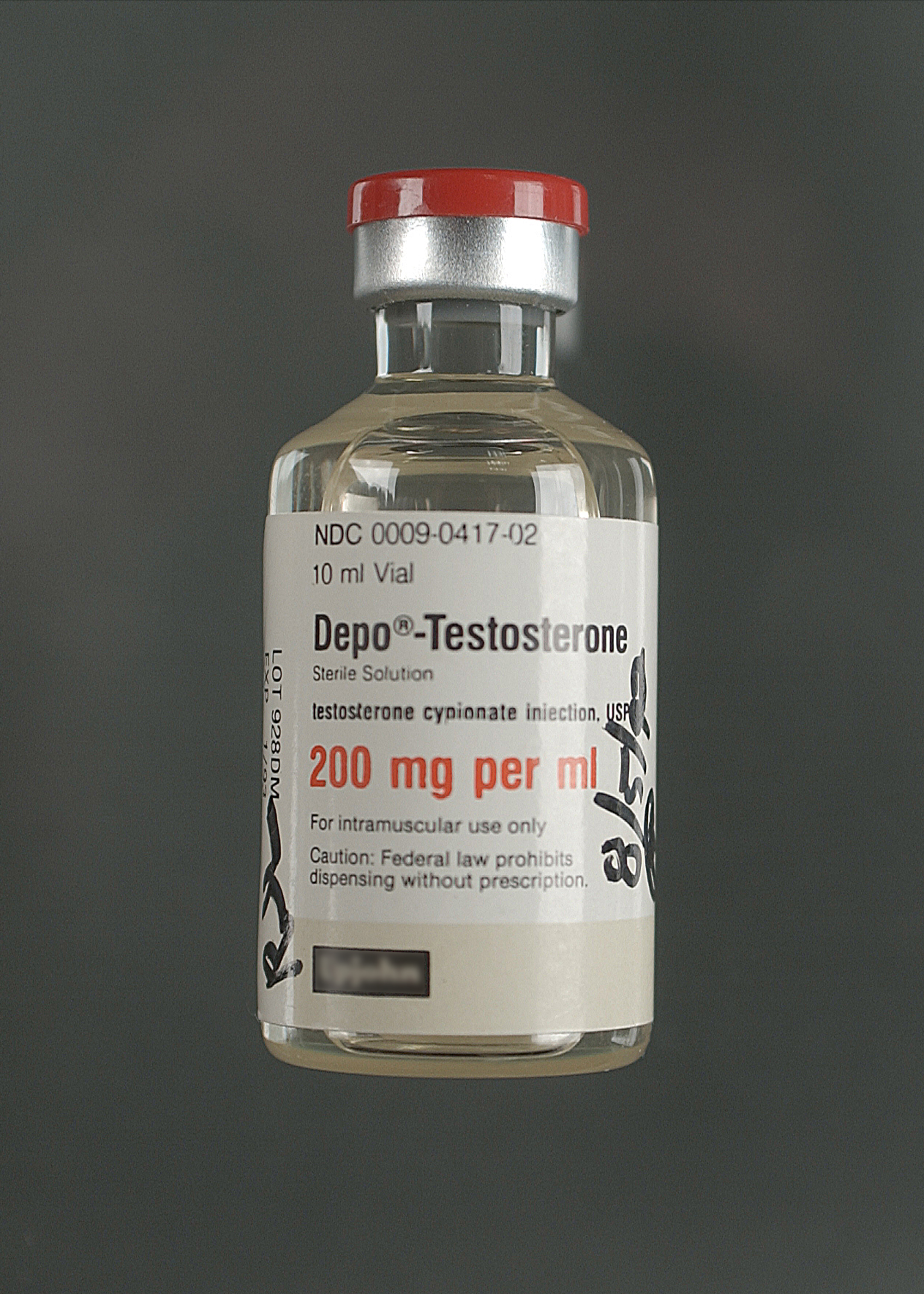
Флакон Депо-Тестостерона, депо-инъекция тестостерона

Депо́-инъе́кция, также известная как инъе́кция дли́тельного де́йствия (ИДД) — термин, обозначающий инъекционную лекарственную форму препарата, которая высвобождается медленно с течением времени, что позволяет реже вводить препарат. Они разработаны для повышения приверженности лечению и регулярности приема, особенно у пациентов, которые часто забывают принимать лекарства. Депо-инъекции могут быть созданы путем модификации самой молекулы лекарства, как в случае пролекарств, или путем изменения способа его введения, как в случае масляных/липидных суспензий. Депо-инъекции могут иметь продолжительность действия один месяц и более и доступны для многих типов лекарств, включая нейролептики и гормоны.

## Цель
Депо-инъекции обеспечивают более длительное действие препарата за счет медленного всасывания в кровоток. Обычно их вводят внутримышечно, внутрикожно или подкожно. Введенный препарат медленно высвобождает лекарственное вещество в кровоток. Может использоваться у пациентов, которые забывают принимать лекарства; некоторые врачи и пациенты считают использование депо-инъекций принуждением и по этой причине выступают против их применения.

## Механизм
Лекарства могут быть модифицированы таким образом, чтобы медленно активироваться организмом или медленно им абсорбироваться. Многие из них растворены в органическом масле, поскольку соединение является липофильным благодаря добавлению функциональных групп для обеспечения медленного действия. Примером этого является добавление функциональной группы, такой как деканоат. Комбинация масляной основы и модификации для снижения метаболической активации препятствует полному высвобождению лекарств. Это может привести к продолжительности действия 2–4 недели и более.
Изменение фармакокинетики препарата (всасывания и активации) не меняет профиль побочных эффектов лекарства; таким образом, атипичные нейролептики по-прежнему предпочтительнее типичных нейролептиков.

## История создания
Первыми инъекциями длительного действия (депо) были нейролептики флуфеназин и галоперидол. Концепция депо-инъекции возникла до 1950 года и первоначально использовалась для описания инъекций антибиотиков, которые действовали дольше, позволяя реже их вводить.

## Фармакокинетика

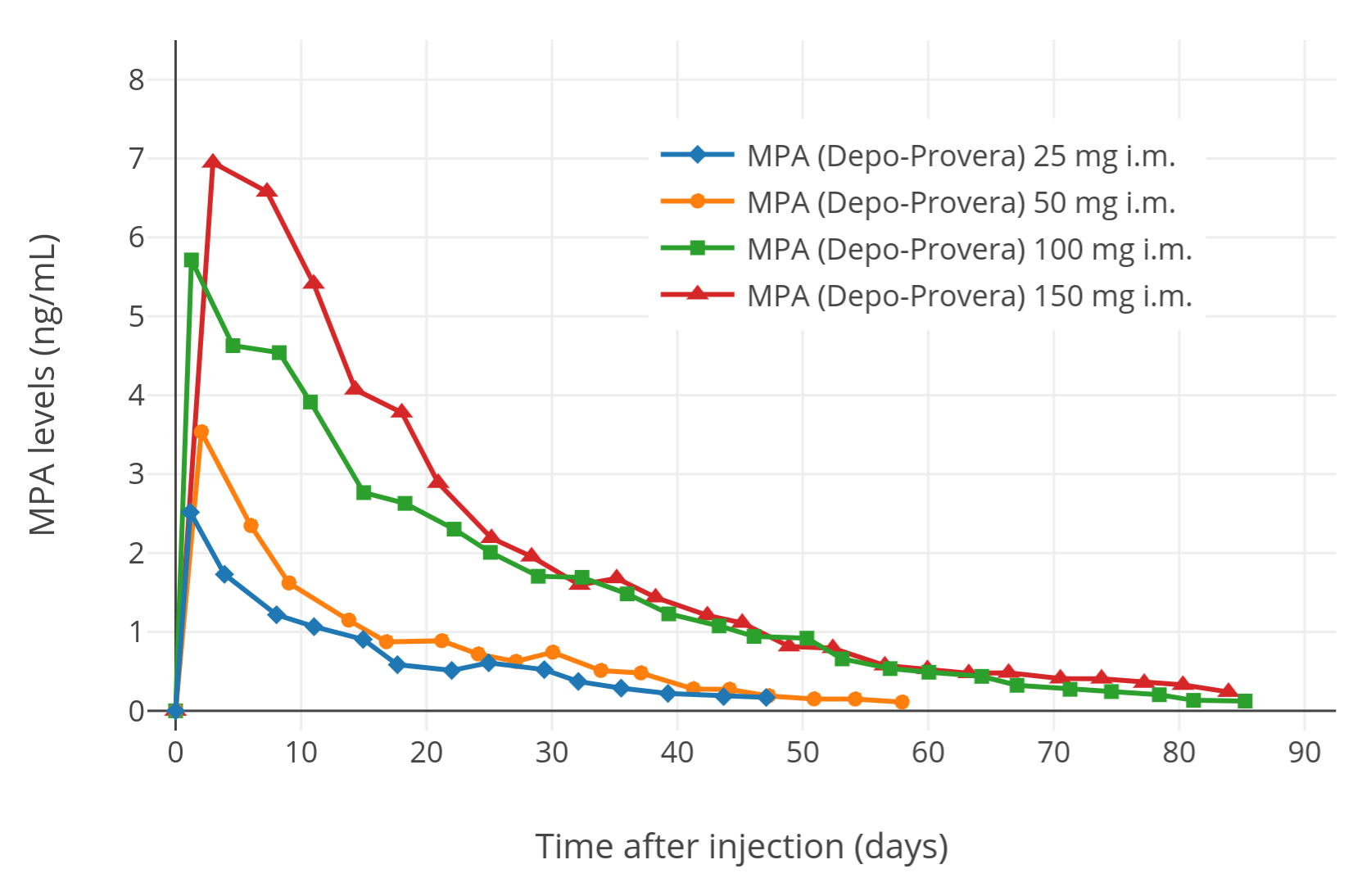
Фармакокинетический профиль медроксипрогестерона ацетата, депо-инъекции

Чаще всего депо-инъекции рассчитаны на продолжительность действия 2–4 недели, однако фармакокинетика конкретной лекарственной формы варьируется. На всасывание и метаболизм может влиять как модификация самого препарата (например, путем присоединения функциональной группы), так и состав продукта (примеры: масляные препараты или препараты на основе микросфер). Повторное введение депо-инъекций может привести к периоду полувыведения более одного месяца (как в некоторых препаратах флуфеназина), но этот показатель может варьироваться у разных пациентов.
Гормональные депо-инъекции эстрадиола могут действовать от одной недели до более месяца. Медроксипрогестерона ацетат доступен в виде депо-инъекции, которая вводится один раз в три месяца для обеспечения непрерывной гормональной контрацепции и высвобождается в течение до девяти месяцев после инъекции.

## Доступность
Многие лекарства доступны в виде депо-инъекций, включая многие типичные и атипичные нейролептики, а также некоторые гормональные препараты и лекарства для лечения расстройств, связанных с употреблением опиоидов. Депо-инъекции нейролептиков используются для улучшения исторически низкой приверженности лечению у пациентов с такими заболеваниями, как шизофрения. Различные препараты могут вводиться или имплантироваться врачом или медсестрой, в то время как некоторые предназначены для самостоятельного введения пациентом. Самостоятельно вводимые депо-инъекции используются для расширения доступа к медицинской помощи и снижения необходимости часто посещать врача, особенно в странах с низким и средним уровнем дохода.
Инсулин также можно рассматривать как депо-инъекцию в зависимости от его лекарственной формы. Инсулин гларгин, например, разработан таким образом, чтобы выпадать в осадок после инъекции, благодаря чему он может медленно абсорбироваться организмом в течение более длительного периода, чем обычный инсулин. Депо-инъекции инсулинов изучались с целью лучшего воспроизведения естественной базальной скорости выработки инсулина организмом, и которые могут активироваться светом для контроля высвобождения инсулина из введенного депо.